# Boris Koltsov
Boris Sergejevitsj Koltsov  (Russisch: Борис Сергеевич Кольцов) (Batoemi, 10 september 1988) is een Russisch darter die de toernooien van de PDC speelt.

## Carrière
Koltsov won het Russische kwalificatie-toernooi voor het PDC World Darts Championship 2015. Hij won in de voorronde van Haruki Muramatsu met 4–2 in legs. Hij speelde in de volgende ronde tegen Kevin Painter en verloor met 3-1 in sets.
Later in 2015 speelde hij op de World Cup of Darts 2015 waar hij samen met Aleksej Kadotsjnikov Rusland vertegenwoordigde. Het koppel verloor in de eerste ronde van Australië met 5–1 in legs.
In 2016 speelde Koltsov samen met Aleksandr Oreshkin op de World Cup of Darts 2016. Het koppel verloor in de eerste ronde van het Nederlandse team met 5–3 in legs. Later in 2016 kwalificeerde Koltsov zich voor het PDC World Darts Championship 2017. Hij begon in de voorronde, maar verloor met 2–1 in sets van de Duitser Dragutin Horvat.
In 2017 speelde Koltsov wederom de World Cup met Oreshkin. Zij wonnen in de eerste ronde van Hongkong met 5–3 in legs. Koltsov en Oreshkin zorgden voor een grote verrassing in de tweede ronde van dit toernooi, tijdens de wedstrijd tegen Australië. Oreshkin won zijn singles-wedstrijd van Kyle Anderson, Koltsov verloor van Simon Whitlock. In de koppelwedstrijd gaven de Russen geen kans aan de Australiërs, wonnen met 4–0 en schakelden zo een van de favorieten voor de eindzege uit. Het koppel speelde vervolgens in de kwartfinale tegen Wales; beide singles-wedstrijden tegen Mark Webster en Gerwyn Price gingen verloren.
In 2021 won Koltsov een PDC Tourkaart voor 2021/22 door op de EU Q-School op dag vier te winnen.
Op 17 december 2021 won Koltsov tijdens het PDC World Darts Championship 2022 zijn eerste ronde-partij door een 3–0 setwinst op de Nederlander Jermaine Wattimena.
Kotsov plaatste zich op 10 juli 2022 voor de finale van Players Championship 20 door Steve West, José Justicia, Kevin Burness, Kevin Doets, Krzysztof Kciuk en Martin Schindler te verslaan. Uiteindelijk moest hij zien hoe Adrian Lewis met een score van 8-4 de titel greep.

## Resultaten op Wereldkampioenschap

### WDF
- 2015: Laatste 64 (verloren van Raul Invernon met 3-4)
- 2017: Laatste 128 (verloren van Tom Sawyer met 0-4)
- 2019: Laatste 128 (verloren van Paavo Myller met 2-4)

### PDC
- 2015: Laatste 64 (verloren van Kevin Painter met 1-3)
- 2017: Voorronde (verloren van Dragutin Horvat met 1-2)
- 2019: Laatste 96 (verloren van Chris Dobey met 0-3)
- 2020: Laatste 96 (verloren van Ritchie Edhouse met 1-3)
- 2022: Laatste 64 (verloren van Dirk van Duijvenbode met 2-3)